# Mecyclothorax molops
Mecyclothorax molops is een keversoort uit de familie van de Loopkevers (Carabidae). De wetenschappelijke naam van de soort is voor het eerst geldig gepubliceerd in 1903 door Sharp.